# Pałac w Lasocinie
Pałac w Lasocinie – zabytkowy pałac w miejscowości Lasocin, w województwie lubuskim, w powiecie nowosolskim, w gminie Kożuchów.

## Architektura
Pałac zbudowany na rzucie prostokąta, od frontu z krótkimi bocznymi skrzydłami. Barokowa elewacja nawiązuje stylowo do rozwiązań zastosowanych w pałacu w Żaganiu. W osi środkowej fasady umieszczono wejście obramowane dekoracyjnym portalem, który w górnej partii przechodzi w balkon, otoczony murowaną, ażurową balustradą. Nad drzwiami umieszczono herb Jana Ferdynanda (Johanna Ferdinand) Kagera hrabiego von Globen i jego żony. Nad balkonem, w dachu, umieszczono wystawkę z otworem okiennym i zegarem.

## Historia
Pałac wzniesiony został przez Jana Rudolfa von Landskron w latach 1679–1689. Kolejnymi właścicielami majątku zostali von Globenowie. Potwierdza to dokument z 1713, w którym zapisano, że hrabia von Globen z Lasocina kupił od Gottloba von Unruh część Borowa. Rodzina von Globenów zrobiła pierwszą przebudowę pałacu. Zapewne wówczas powstał barokowy portal mieszczący herb ówcześnie władających majątkiem. Następnym właścicielem w 1763 został Lewin August von Dingelstedt, który umarł nie pozostawiwszy potomka, a posiadłość odziedziczył jego siostrzeniec pułkownik von Lehnsten-Dingelstedt. W połowie XIX w. wzniesiono neogotycką wieżyczkę z zegarem. Kolejnym właścicielem od 1870 był Franciszek Ebhardt. W 1910 właścicielem został Maximilian von Prittwitz und Gaffron. Jego syn Jan Henning opuścił Lasocin w 1944. Oni to zadecydowali o kolejnej przebudowie pałacu m.in. została usunięta wieżyczka, a nad wejściem umieszczona wstawka z zegarem. Po II wojnie światowej w folwarku znajdowało się Państwowe Gospodarstwo Rolne, a po jego likwidacji w końcu XX w. obiekt przeszedł w ręce prywatne i jest remontowany.

## Galeria

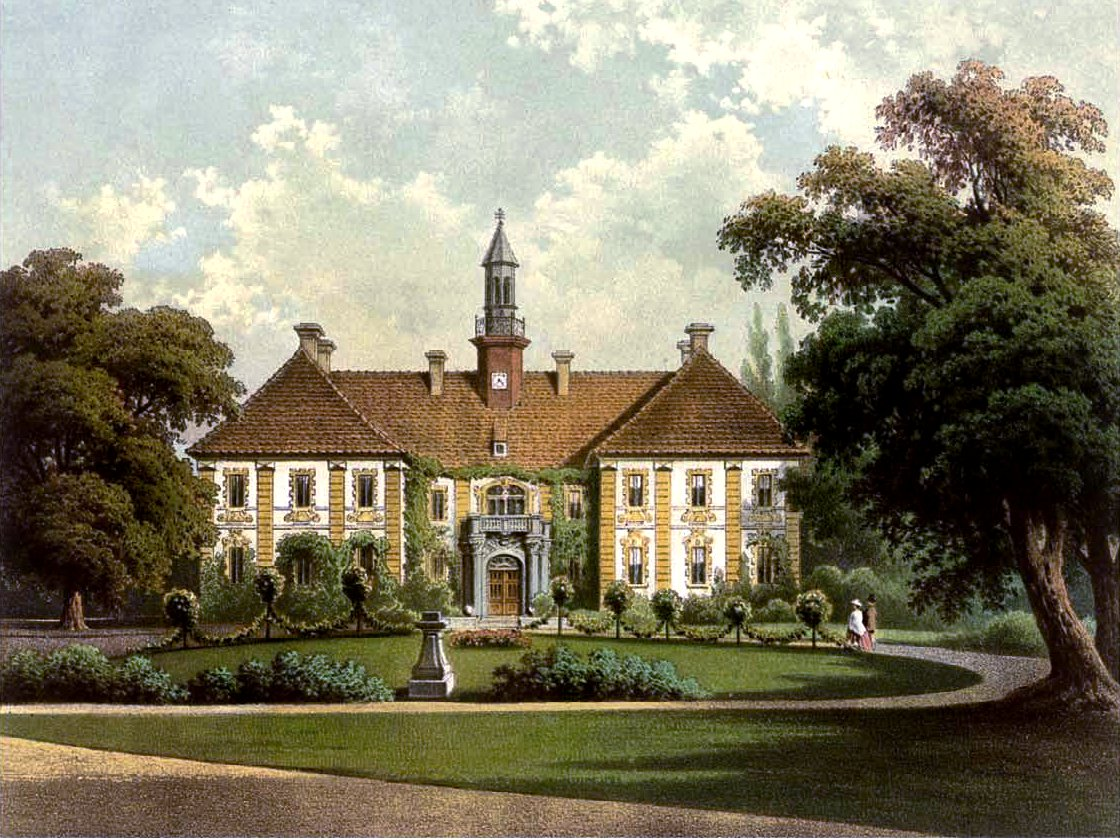
Na obrazie A. Dunckera
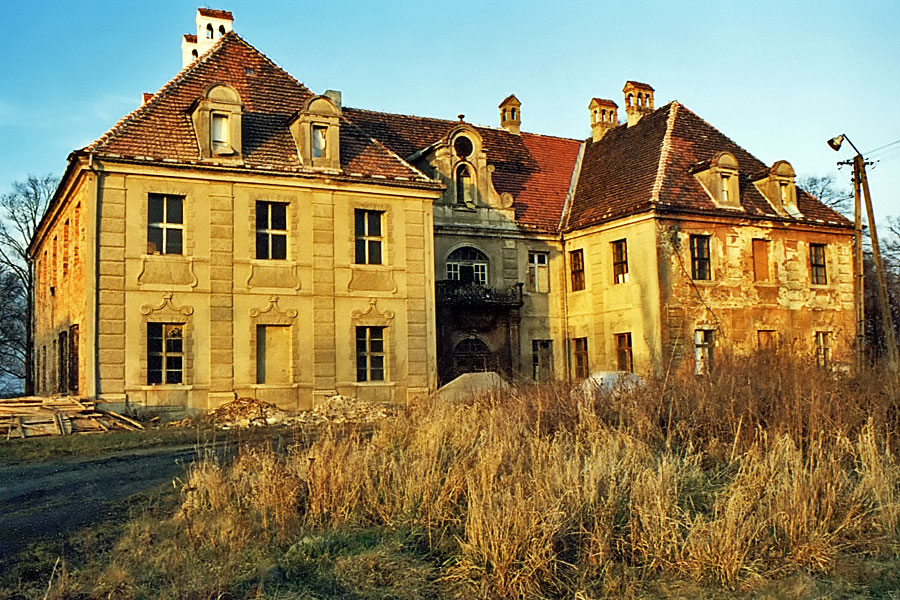
Pałac (2001)
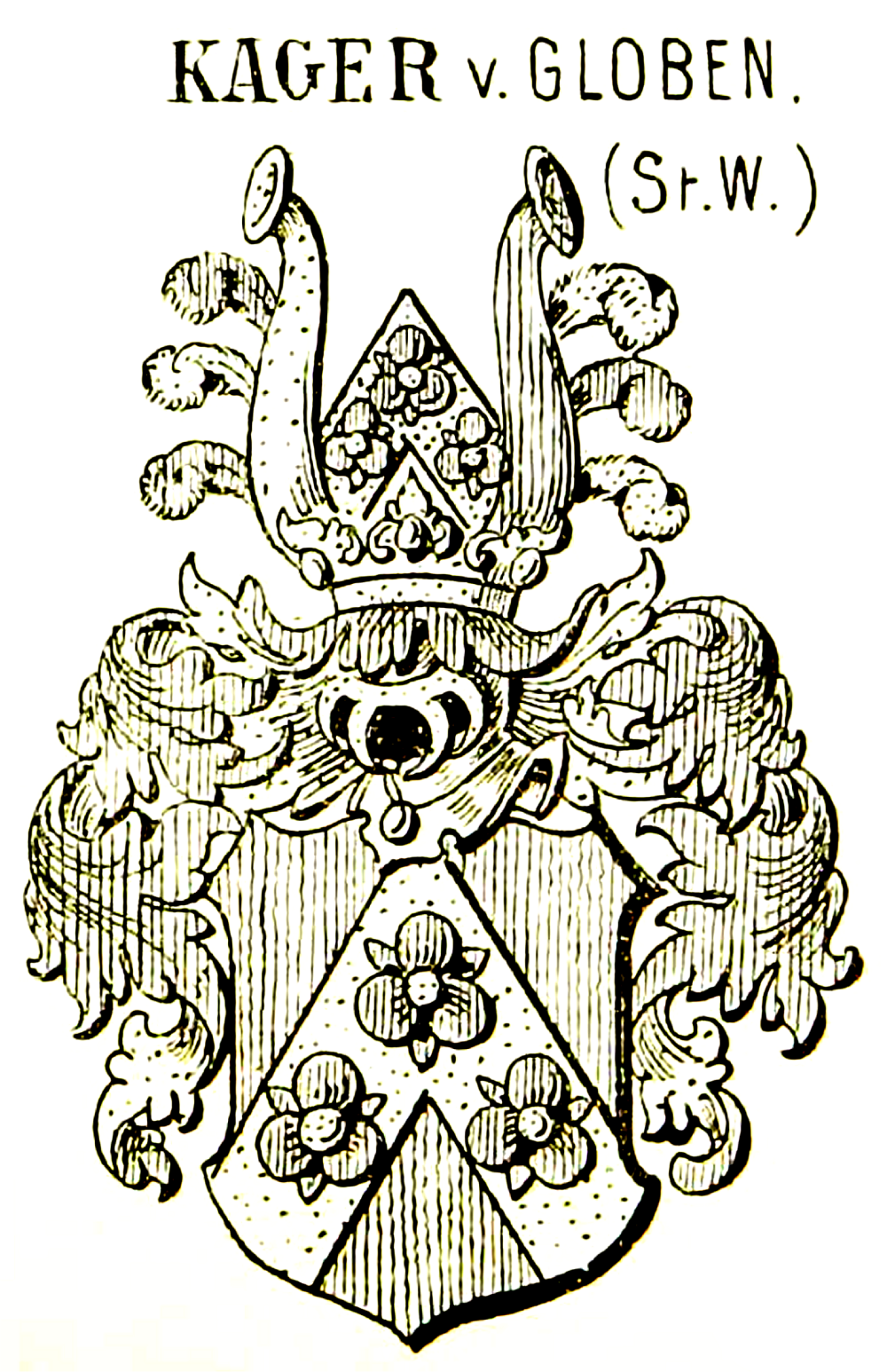
Herb Kager von Globen
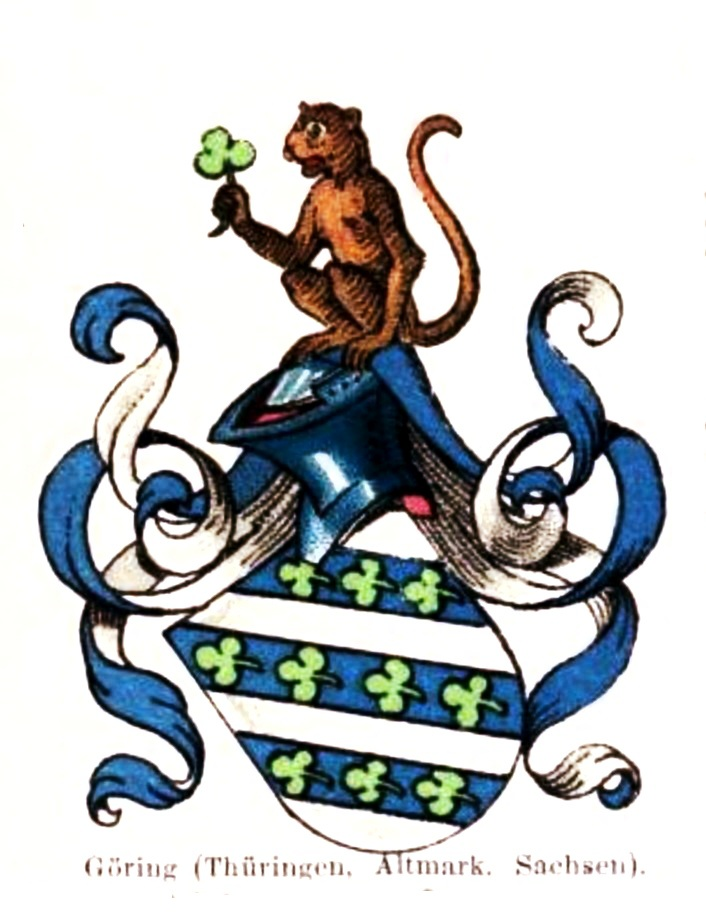
Herb von Stechow